# Alingsås VBK
Alingsås VBK är en volleybollklubb i Alingsås i Sverige. Klubben bildades den 1 juni 1961 och inträdde i Svenska Volleybollförbundet den 19 december samma år. Damlaget blev svenska mästarinnor 1971.
Klubben lade ner sitt damlag efter säsongen 2021/2022.

### Fotnoter
1. 1 2 3  ”Klubbinfo”. Alingsås VBK. https://www.alingsasvk.se/Foreningen/Klubbinfo. Läst 25 september 2022.
2. ↑  Elitserien Volleyboll. ”SVENSKA MÄSTARE GENOM TIDERNA”. https://elitserienvolleyboll.se/historik/svenska-mastare-genom-tiderna/. Läst 17 maj 2022.
3. ↑  ”Föreningen”. Alingsås VBK. https://www.alingsasvk.se/alingsasvolleybollklubb/sida/87567/foreningen. Läst 25 september 2022.
4. ↑  ”Div 1 Södra Damer 2020/21”. Svenska Volleybollförbundet. https://svbf-web.dataproject.com/CompetitionHome.aspx?ID=196. Läst 7 november 2023.
5. ↑  ”Div 1 Södra Damer 2021/22”. Svenska Volleybollförbundet. https://svbf-web.dataproject.com/CompetitionHome.aspx?ID=251. Läst 28 september 2023.
6. 1 2 3 4  ”Historia”. Alingsås VBK. https://www.alingsasvk.se/foreningen/Klubbinfo/Historia/. Läst 25 september 2022.
7. ↑  ”Klubbinfo”. Alingsås VBK. Arkiverad från originalet den 10 februari 2015. https://web.archive.org/web/20150210202401/http://www1.idrottonline.se/AlingsasVBK-Volleyboll/Foreningen/Klubbinfo/. Läst 18 april 2013.
8. ↑  ”Historia”. Alingsås VBK. Arkiverad från originalet den 10 februari 2015. https://web.archive.org/web/20150210202155/http://www1.idrottonline.se/AlingsasVBK-Volleyboll/Foreningen/Historia/. Läst 10 februari 2015.
9. ↑  ”70-talet”. Svenska Volleybollförbundet. Arkiverad från originalet den 14 juli 2014. https://web.archive.org/web/20140714225120/http://iof3.idrottonline.se/SvenskaVolleybollforbundet/volleyboll/Omvolleyboll/Historik/SvenskaMastaregenomtiderna/70-talet/. Läst 26 juni 2014.
10. ↑  ”Föreningen”. Alingsås VK. Arkiverad från originalet den 6 november 2023. https://web.archive.org/web/20231106225303/https://www.alingsasvk.se/alingsasvolleybollklubb/sida/87567/foreningen. Läst 7 november 2023.